# برنارد لاگات
برنارد لاگات (انگلیسی: Bernard Lagat؛ زادهٔ ۱۲ دسامبر ۱۹۷۴) دونده اهل ایالات متحده آمریکا است. از افتخارات وی میتوان به کسب مدال نقره دو ۱۵۰۰ متر در بازی‌های المپیک تابستانی ۲۰۰۴ و مدال برنز دو ۱۵۰۰ متر در بازی‌های المپیک تابستانی ۲۰۰۰ اشاره کرد.